# Duomo di Tolentino
La basilica di San Catervo è il duomo di Tolentino, in provincia e diocesi di Macerata.
Nel gennaio del 1961 papa Giovanni XXIII la elevò alla dignità di basilica minore. Il terremoto del Centro Italia del 2016 l'ha danneggiata gravemente.

## Storia e descrizione
L'attuale chiesa è stata preceduta da altri due edifici sacri, edificati nel medesimo luogo. Il primo fu un sacello che fu anche il primo edificio dedicato a San Catervo, il nobile romano che, secondo la tradizione, portò per primo il cristianesimo nelle terre tolentine, e per questo subì il martirio. Sua moglie Settimia Severina volle questo monumento nel IV secolo per la sepoltura ed il ricordo del suo defunto marito, per la sua (entrambi in un grande sarcofago marmoreo) e successivamente per quella del figlio Basso. Il Panteum cum tricoro (così definito nell'iscrizione sul sarcofago), a pianta circolare con tre absidi e coperto da una volta, derivato nella forma dal Pantheon di Agrippa, diventò quindi la prima chiesa cristiana di Tolentino. La seconda chiesa fu voluta, dopo il 1256, dai monaci benedettini che avevano fondato un'abbazia già nel IX secolo, e all'interno di essa vi fu inglobato il preesistente e più antico edificio. La nuova basilica, in stile gotico, fu tenuta, come l'abbazia, dai benedettini fino al 1490, quando passò in commenda al nobile tolentinate Giovanni Battista Rutiloni, il quale nel 1507 la cedette in dono a Papa Giulio II. Il pontefice vi fece insediare i Canonici Lateranensi, che la tennero fino alle soppressioni napoleoniche.
A seguito della decisione di elevare la chiesa a cattedrale, l'edificio religioso fu totalmente ricostruito a partire dal 1822 in forme neoclassiche per volontà del vescovo San Vincenzo Maria Strambi. Della chiesa gotica restano il portale romanico a fianco della chiesa, il campanile alto 35 metri ed alcune parti nella cappella di San Catervo, mentre la nuova chiesa, rispetto alla precedente, ha un orientamento opposto: dove prima c'era l'abside, ora c'è l'ingresso dell'edificio.
L'interno della cattedrale si presenta a pianta a croce latina, con tre navate che sono la testimonianza dell'impianto della precedente grandiosa chiesa benedettina, e due cappelle ai lati opposti del transetto. Durante i recenti lavori di restauro, sono stati individuati i pilastri medievali che sorreggevano le volte, intorno ai quali si eressero i nuovi della ricostruzione ottocentesca. 
Una buona parte dell'arredo e delle decorazioni furono realizzate a seguito della ricostruzione ottocentesca della chiesa. La prima cappella, dedicata a Sant'Egidio, custodisce una pala raffigurante il Santo, opera di Emidio Pallotta, buon esempio di classicismo accademico. La seconda cappella, dedicata a San Giuseppe, presenta un'altra tela ottocentesca di Alcide Allevi, allievo di Tommaso Minardi, rappresentante il Transito di San Giuseppe, di un purismo ancora neoclassico, rigoroso nel disegno, controllato nell'emotività, ma ravvivato da un colorismo brillante. Nella parete destra si apre il Battistero, in cui è una tela secentesca con il Battesimo di Cristo. Segue la terza cappella, dedicata a San Vincenzo Maria Strambi, il cui ritratto si trova sull'altare, che fu rinnovata dopo la sua canonizzazione avvenuta sotto Papa Pio XII nel 1950. All'altare dell'esedra destra è posto un duecentesco Cristo deposto in legno.
Nel presbiterio è un coro ligneo moderno in cui sono inseriti alcuni elementi dell'antico coro quattrocentesco. La pala d'altare nell'abside con l'Assunta e i Santi Nicola da Tolentino, Settimia, Catervo, Tommaso da Tolentino e Nicola fu dipinta da Filippo Spada, è firmata ed è datata 1827.

### Il Sacello paleocristiano e la Cappella di San Catervo

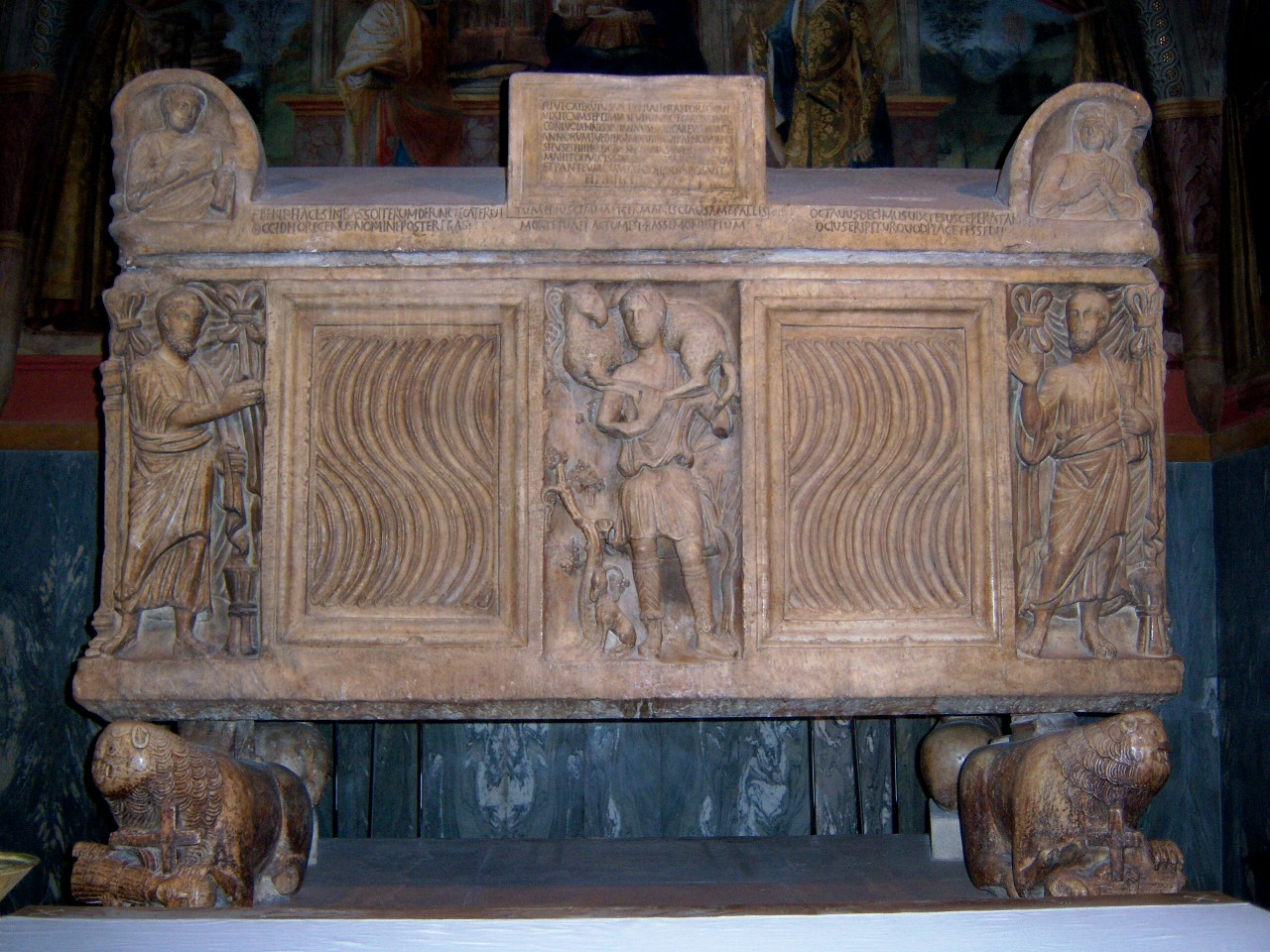
Sarcofago di San Catervo

A fianco dell'abside vi sono due portoni: uno immette nell'ambiente degli scavi dell'antico Sacello voluto da Settimia Severina, dove si distinguono le fondamenta del suddetto, al di sotto di un pavimento di vetro. Nella campagna di scavo condotta tra il 1989 e il 1993 è venuto alla luce anche un importante brano di affresco con le prudentes virgines, risalente al IX - X secolo, e altri frammenti dell'antica decorazione. In un altro ambiente, chiamato "carcere di San Catervo" perché era creduto il luogo del suo martirio, ma in realtà costruito dopo il sacello, si trovano altri affreschi collocabili tra fine Trecento e inizio Quattrocento con alcune figure di Santi, una Madonna col Bambino ed elementi illusionistici come un finto drappo.
L'altro portone a fianco dell'abside immette nella Cappella di San Catervo, precedentemente detta Cappella della Santissima Trinità, altra reliquia della vecchia chiesa medievale nonostante le modifiche realizzate nel 1927. In essa è collocato il pregevole Sarcofago del santo del IV secolo proveniente dal sacello, in origine posto su un altare decorato con specchiature marmoree geometriche. Prima del 1927 il pavimento era in cotto e la fascia inferiore era affrescata con motivi tessili dipinti. Le pareti e la volta a crociera ogivale della cappella sono affrescati con scene dipinte da Marchisiano di Giorgio, commissionati dalla confraternita di San Catervo, documentati al 1502 e giudicati una delle sue opere migliori, intrise di influssi della pittura del Perugino e del Pinturicchio: nella lunetta in fondo, che originariamente aveva di fronte un'area chiusa da una grata in cui si conservavano le reliquie di San Catervo, è una Madonna in trono con Bambino tra i Santi Catervo e Sebastiano, che è incornicata come le altre da tendaggi che si aprono sulla scena, e che ha una Vergine che riprende modelli del Signorelli con due eleganti santi che nell'uso dell'oro e delle stoffe operate si ispirano al lusso di Crivelli mentre per la tipologia discendono da Lorenzo d'Alessandro; le due figure sono state anche riconosciute come dei ritratti, quella di San Sebastiano celerebbe quindi un ritratto di Giorgione, mentre quello di San Catervo uno di Giulio Campagnola. Nella lunetta a sinistra è affrescata l'Adorazione dei Magi, purtroppo in tempi non precisabili deturpata dall'apertura di una finestra, una composizione semplificata contraddistinta da un vasto paesaggio che conserva eleganze e un tono da favola ancora tardogotici. Nella parete destra è invece la Crocifissione, ricca di dettagli anche curiosi e affollata di personaggi vagamente caricaturali, tra i quali un notabile in lunga veste, forse identificabile con Giovan Battista Rutiloni, l'abate commendatario di quel periodo, e un giovane col cappello nero, che potrebbe essere un autoritratto del pittore. Nella volta sono invece affrescati, al centro delle vele, gli Evangelisti, di solito accostati a quelli di Signorelli dipinti a Loreto, con accanto e sotto ad essi le Sibille, la cui presenza in così alto numero è un elemento raro.
L'esedra sinistra presenta un paliotto a rilievo in bronzo e da un Cristo benedicente di Luigi Galli, del 1954. La terza cappella sinistra, del Carmine, mostra all'altare una pala con i Santi Giovanni della Croce e Tersa d'Avila di Francesco Ferranti, del 1898, mentre la seconda, dedicata al Sacro Cuore, con una pala del Sacro Cuore opera di Alcide Allevi o del suo allievo Girolamo Capoferri, inserita in una cornice settecentesca. L'ultima cappella, di San Biagio, reca all'altare una tela del 1829 di Gaetano Giorgini con I Santi Biagio, Lucia e Apollonia.